# Ода из Туля
Ода (погибла 23 октября 362 года) — святая мученица из древней епархии Туль, что в Лотарингии. День памяти — 16 февраля.
Святая Ода (Ode), сестра в вере святых Евхария, Элофа и Либеры, погибла 23 октября 362 года, во время преследований времён императора Юлиана.
Эта умученная раба Божия почитается в Сент-Уэн-ле-Паре (Saint-Ouen-lès-Parey), коммуна Бюльневиль (Bulgnéville). Алтарь, содержащий реликварий с ее мощами, и место их обретения получили маскулинизванное название Сент-Уэн. Память святой Оды празднуется 16 февраля в старой литургии епархии Туль. Её литургическе почитание имело огромное значение для канониссы монастыря Пуссэ (Poussay).